# U-10号潜艇 (1935年)
U-10号（德語：U 10）是纳粹德国战争海军建造的二十艘II-B型近岸潜艇（或称U艇）之一。它由基尔的日耳曼尼亚船厂承建，于1935年8月13日下水，至同年9月9日交付使用。该艇在运用生涯的大部分时间内都被用作训练艇，但也参加了第二次世界大战，在其五次巡逻作战中，共击沉2艘中立国的商船，累计总吨位为6,356吨。1944年8月1日，U-10号在哥滕哈芬退役、拆作备件，1945年又在斯托尔普明德被苏联军队俘虏及凿沉。其残骸于1950年由波兰人打捞上岸，至翌年拆解报废。

## 设计
II级潜艇是从一战中德意志帝国海军的UB级和UF级近岸潜艇发展而来。其外观尺寸小，造价便宜且易于生产，在很短时间内便能造好。这款艇具在设计上吸收了为芬兰海军定制的欧洲水鼬号的优点，是非常出色的训练艇。但由于它们体积较小，在海面上容易剧烈颠簸，因此也被德国人戏称为“独木舟”（Einbaum）。尽管如此，一些II级艇在训练任务与战斗行动中表现相当出色，许多II级艇的衍生型号也相继被建造出来。
U-10号是一款用于近岸水域作战的II-B型单壳体潜艇。它可视作II-A型的加长版，附加的柴油舱增加了贮油量，航程也因此得到增加。其全长42.7米，舷宽4.08米，高8.6米，并有3.9米的吃水深度。水上和水下排水量则分别为279吨和328吨，惟官方提供的标准吨位为250吨。艇只采用两台曼海姆发动机厂（MWM）生产的六缸四冲程350匹公制馬力（260千瓦特）柴油机用于水面运行，以及两台各配备36个AFA蓄电池组的180匹公制馬力（130千瓦特）西门子-舒克特（SSW）电动发电机用于水下航行；水面最高航速12節（22每小時），水下7節（13每小時）；能够在水面以8節（15每小時）航速续航3,800海里（7,000），或以4節（7.4每小時）连续在水下航行43海里（80）而无需充电。它有两个轴和两副直径为0.85米的螺旋桨，具备在80－150米的深度运行的能力，紧急下潜需时30秒。
武器装备方面，U-10号在艇艏内置有三具管径为533毫米的鱼雷发射管，呈倒三角形布置，其中左舷一具、右舷一具、底部的中线上还有一具；它们合共配备5枚G7型鱼雷，或可携带最多12枚TMA水雷。此外，该艇还搭载有一门20毫米30式高射炮作为甲板炮。其标准船员编制为3名军官及22名水兵。

## 历史
1934年7月20日，海军造舰局正式将六艘II-B型潜艇（U-7至U-12号）的建造合同发包予基尔的日耳曼尼亚船厂。但由于违反了禁止德国拥有潜艇的《凡尔赛条约》条款，U-10号直至1935年4月22日才开始铺设龙骨，同年8月13日、即解除德国海军军备限制的《英德海军协定》生效后才下水，至9月9日在首度担任艇长的海军中尉海因茨·舍林格尔的指挥下交付使用。完成海试后，该艇于1935年9月11日至26日期间曾临时作为教学艇被编入驻基尔（后改驻诺伊施塔特）的U艇学校暨训练区舰队服役，然后于1935年9月27日以救援艇或预备艇的身份转移到同驻基尔的韦迪根潜艇区舰队。从1937年10月4日到1939年4月14日，它又隶属于基尔的洛斯潜艇区舰队，然后作为教学艇重返训练区舰队，并跟随后者于1940年7月1日更名为“第21潜艇区舰队”后转驻皮劳。U-10号在那里一直服役至1944年退役。与此同时，该艇在1939年9－10月的入侵波兰期间，以及1940年3－5月的威悉演习行动都被用作前线艇。在其五次巡逻作战中，共击沉2艘中立国的商船，累计总吨位为6,356吨。
U-10号于1944年8月1日在哥滕哈芬退役并拆作备件。它于1945年初被拖到斯托尔普明德充当废船，至同年3月9日遭苏联红军俘获。8月28日，在接受三方海军委员会的检查后，俄国人于1945年底将U-10号凿沉在斯托尔普明德。潜艇残骸由波兰港务当局于1950年打捞上岸，并于1951年拆解报废。

### 作战巡逻
1939年9月7日，U-10号于凌晨4:00从基尔启程执行首次作战巡逻，奉命前往卡特加特海峡观察航运情况。但由于当地船舶流量不大，他们一无所获。此外，船员们还发生腹泻症状，可能是由变质的面包引起所引起。该艇遂于9月17日下午17:30返抵基尔，结束了为期十一天的行程。第二次巡逻随后于9月26日凌晨3:00出发，前往奥克尼群岛附近的北海游弋。在这次为期二十天的冒险中，U-10号同样未能击沉或击伤任何舰船，于10月15日下午回到基尔。
U-10号的第三次巡逻是1940年1月28日下午16:00在海军中尉约阿希姆·普罗伊斯的带领离开基尔，前往北海南部。在比利时和英国之间的霍夫登水域为期四天的行动中，没有船舶被击沉或击伤。至1月30日，由于右舷柴油发动机发生故障，该艇不得不中止巡逻，并前往黑尔戈兰岛进行维修。经过六天的临时修复，它于2月5日被转移回威廉港。
1940年2月14日上午7:14，U-10号从威廉港启航，前往北海的荷兰沿岸执行第四次巡逻。三天后，容积总吨为1,819吨、无护航且中立的挪威货轮克韦纳斯号（Kvernaas）在斯豪文沙洲西北约4海里（7.4）处遭普罗伊斯发射鱼雷击沉，原因是它正搭载着被德国人禁运的焦炭从鹿特丹前往奥斯陆。其船员们分乘两艘救生艇弃船，无人在袭击中丧生。2月18日，U-10号又在马斯班克浮标附近以鱼雷击沉了注册吨位为4,537吨、正从鹿特丹驶向荷属东印度群岛的荷兰货轮阿默兰号（Ameland）。后者48名船员全数被救起，其中3人负伤。这次巡逻共持续了七天，U-10号于2月20日夜间返抵威廉港。
在第五次巡逻中，U-10号与U-7号共同组成第九潜艇集群参与德国入侵丹麦和挪威的威悉演习行动，并于1940年4月3日中午13:09从威廉港出发，前往设得兰-奥克尼沿线海域游弋，以期阻止英国任何破坏入侵的企图。继14日在卑尔根从供应母舰卡尔·彼得斯号获得补给后，U-10号直到4月21日才返回威廉港。在这趟为期十九天、水面行程1,150海里（2,130）、水下行程278.5海里（515.8）的最后一次中巡逻期间，该艇没有取得任何战功。

## 袭击历史摘要
| 日期          | 船名       | 船籍 | 吨位  | 结局 |
| ------------- | ---------- | ---- | ----- | ---- |
| 1940年2月17日 | 克韦纳斯号 | 挪威 | 1,819 | 击沉 |
| 1940年2月18日 | 阿默兰号   | 荷蘭 | 4,537 | 击沉 |

## 脚注
1. ↑  威廉生，第6頁.
2. ↑  威廉生，第6–7頁.
3. 1 2  Gröner 1991，第39–40頁.
4. 1 2  Helgason, Guðmundur. . German U-boats of WWII - uboat.net.   [2023-09-15]. （原始内容存档于2023-02-02）.
5. 1 2  Helgason, Guðmundur. . German U-boats of WWII - uboat.net.   [2023-09-15]. （原始内容存档于2022-12-06）.
6. ↑  Helgason, Guðmundur. . German U-boats of WWII - uboat.net.   [2023-09-15]. （原始内容存档于2008-09-06）.
7. ↑  Helgason, Guðmundur. . German U-boats of WWII - uboat.net.   [2023-09-15]. （原始内容存档于2008-09-05）.
8. ↑  Helgason, Guðmundur. . German U-boats of WWII - uboat.net.   [2023-09-15]. （原始内容存档于2008-09-05）.
9. ↑  Helgason, Guðmundur. . German U-boats of WWII - uboat.net.   [2023-09-15]. （原始内容存档于2023-02-06）.
10. ↑  Helgason, Guðmundur. . German U-boats of WWII - uboat.net.   [2023-09-15]. （原始内容存档于2023-02-07）.
11. ↑  Helgason, Guðmundur. . German U-boats of WWII - uboat.net.   [2023-09-15]. （原始内容存档于2008-10-11）.
12. ↑  Helgason, Guðmundur. . German U-boats of WWII - uboat.net.   [2023-09-15]. （原始内容存档于2008-08-28）.